# Hekla (Schiff, 1874)
Die Hekla war ein britisches, in Norwegen registriertes Frachtschiff, das 1902 infolge einer Kollision vor der Mündung des Tyne sank.

## Das Schiff
Das mit 1175 BRT vermessene Schiff wurde 1874 mit der Baunummer 143 auf der Werft von William Gray & Company in West Hartlepool (Sunderland) für den Reeder Fritz Herskind aus Hartlepool gebaut und erhielt beim Stapellauf den Namen Hecla. Der eiserne Rumpf war 71,9 m lang und 9,5 m breit. Die ursprünglich eingebaute 2-Zylinder-Verbunddampfmaschine wurde 1887 durch eine Dreifach-Expansions-Dampfmaschine von Blair & Co. in Stockton-on-Tees ersetzt, die 110 nhp leistete.
1885 wurde die Hecla in die von Fritz Herskind, seinem Vater Peter Herskind und James Jabez Woods 1884 gegründete Partnerschaft Herskind & Woods eingebracht. Als Woods im August 1892 ausschied, führten Fritz und Peter die Reederei weiter als Herskind & Co., die Hecla jedoch wurde nach Christiania (Oslo) ausgeflaggt, in Hekla umbenannt und in die von W.M. Holby, ab 1894 von Mail & Holby betriebene und in Christiania registrierte „Aktieselskabet Hekla“ eingebracht.

## Untergang
Am 23. April 1902 näherte sich die Hekla der Mündung des Tyne in Nordengland. Sie befand sich mit einer Ladung Eisenerz auf der Fahrt von Bilbao nach Tyne Dock. Etwa zwei Seemeilen südlich der Einfahrt in den Tyne, östlich von South Shields, wurde sie von dem 2667-BRT-Neubau Dilkera gerammt, der sich auf einer Werftprobefahrt zur Bestimmung seiner Geschwindigkeit („speed trial“) befand. Der Kapitän der Hekla sah die Kollision kommen, gab auch ein Warnsignal und befahl alle Mann an Deck. Der Bug der Dilkera bohrte sich tief in die Seite der Hekla und riss dort ein großes Leck. Die Hekla sank innerhalb weniger Minuten. Sieben der 17 Mann an Bord verloren ihr Leben.